# Korpebobergs lövskogar
Korpebobergs lövskogar är ett naturreservat i Ulricehamns kommun i Västra Götalands län.
Reservatet ligger ca 7 km söder om Ulricehamns tätort vid sjön Åsundens östra strand. Det är skyddat sedan 2006 och omfattar 57 hektar.
Området är kuperat med ädellövskog, hagmarker och en blockrik bergbrant ner mot sjön. Där växer lind, lönn, alm och ask. Bland växterna nämns blåsippa, vårärt, trolldruva, springkorn, lungört, tandrot och hässleklocka. I fuktiga partier växer brunstarr och dunmossa.
Fågellivet är rikt med arter som kattuggla, stjärtmes, stenknäck, mindre hackspett, större hackspett, gröngöling och spillkråka. Inom reservatet finns flera kulturhistoriska lämningar i form av odlingsrösen, äldre åkrar och vägar.
Ett femtontal rödlistade arter, dvs hotade eller sällsynta arter, har hittills påträffats i reservatet:
Västlig husmossa, Almlav, Grå jordlav, Lundticka,,Grå skärelav, Skuggorangelav, Puderfläck, Dunmossa, Rosa skärelav, Mjölig klotterlav, Stor knopplav, Mindre hackspett, Blek kraterlav, Grynig lundlav, Lindskål och  Nötkråka.
En gammal banvall löper genom reservatet och fungerar nu som en del i cykelleden Åsunden runt och i vandringsleden Åsundenleden. 
Området ingår i EU:s ekologiska nätverk av skyddade områden, Natura 2000 och förvaltas av Västkuststiftelsen.